# Morris Berman
Morris Berman (* 3. August 1944 in Rochester) ist ein US-amerikanischer Essayist und Kulturkritiker, der durch mehrere populäre Veröffentlichungen einem breiten Publikum bekannt wurde. Seine Arbeitsgebiete sind die Geschichte der westlichen Zivilisation und westliche Geistes- und Kulturgeschichte mit Schwerpunkt auf amerikanischer Kulturgeschichte.

## Leben
Berman studierte Mathematik an der Cornell University und Wissenschaftsgeschichte an der Johns Hopkins University, wo er 1972 seinen PhD erwarb. Er lehrte an verschiedenen Hochschulen in den USA, Kanada und Europa (so an der Johns Hopkins University und als Gastprofessor in Kassel 1991/92) und wanderte 2006 – auch aufgrund seiner Unzufriedenheit mit der Politik des Präsidenten George W. Bush – nach Mexiko aus, wo er zeitweise Gastprofessor des Monterrey Institute of Technology and Higher Education auf dessen Zweigstelle in Mexiko-Stadt war.

## Thesen
Sein Werk Social Change and Scientific Organization: The Royal Institution, 1799-1844 von 1978 war ein wichtiger Beitrag zur post-marxistischen Wissenschaftsgeschichte. Darin zeigte er auf, wie der Einfluss großagrarischer Interessen auf die Royal Institution nach 1815 durch den Einfluss der aufstrebenden englischen Industrie abgelöst wurde. Er näherte sich dem Konzept der Zweckrationalität und der Modernisierungstheorie Max Webers und überwand so den unkritischen Szientismus der traditionellen Wissenschaftsgeschichtsschreibung marxistischer Provenienz, wie er etwa durch den Physiker John Desmond Bernal verkörpert wurde, der – ganz im Bann der Ost-West-Auseinandersetzung der 1950er und 1960er Jahre – die (Fehl-)Steuerung der Forschungsrichtung vor allem als Ausdruck des Einflusses militärischer Interessen analysiert hatte.
Berman versuchte später in mehreren Werken die zahlreichen Facetten der kulturellen (und auch politischen) Krise zu beschreiben, in die Amerika Ende des 20. Jahrhunderts geraten ist. Gerade die offenkundige Vitalität der USA, die sich in der Entwicklung einer kreativen Ablenkungs- und Zerstreuungskultur zeige, sei bei näherer Betrachtung ein Krisenindikator. Mit dieser Diagnose steht er den Thesen Herbert Marcuses über die repressive Entsublimierung bzw. repressive Toleranz und die Rolle der Kulturindustrie nahe. Anklänge finden sich auch an die Beschreibung anomischer gesellschaftlicher Zustände durch Durkheim, auf den er sich explizit bezieht. Mit Oswald Spengler teilt Berman die Vorstellung einer Art von Lebenszyklus der Hochkulturen und mit dem Anthropologen Joseph Tainter die Idee, dass Gesellschaften stagnieren und untergehen, wenn sich ihre Investitionen in soziale Komplexität nicht mehr lohnen bzw. wenn nur noch Private investieren.
Mit der konservativ-feuilletonistischen Kulturkritik trifft er sich in der Kritik der verbreiteten Verwendung politisch korrekter Euphemismen oder der angeblichen Idealisierung des Multikulturalismus; doch unterscheidet er sich von ihr durch die pointierte These, dass sich die Eliten die Rhetorik der Unterprivilegierten zu eigen machen, um deren Forderungen zu entschärfen.
In Analogie zur Krise des späten Römischen Reichs konstatiert Berman vier Indikatoren des kulturellen Niedergang der amerikanischen Zivilisation, von dem die reichen Eliten profitieren:
- eine sich beschleunigende soziale Ungleichheit,
- sinkende Erträge von Investitionen in die kollektive Lösung sozialer Probleme (und damit das Ausbleiben solcher Investitionen z. B. in Renten- oder Gesundheitssystem),
- ein fallendes Niveau der allgemeinen Lesefähigkeit, des selbstständigen Urteilsvermögens und kritischen Denkens und
- geistige Erstarrung im „vitalen Kitsch“ und Infotainment.[2]

Im Niedergang begriffene Gesellschaften glauben nach Berman nicht mehr an sich; sie simulieren nur noch die Verfahren, die früher zur Bildung ihrer klassischen Eliten beitrugen. Zum dominierenden Faktor im Bildungs- und Hochschulsystem wird die Verwaltungsbürokratie mit der Aufgabe der Qualitätssicherung; die Studierenden oder die sie entsendenden Unternehmen glauben oder sollen glauben, dass sie akademische Produkte risikofrei kaufen können. Es bedürfe jedenfalls starker „monastischer Individuen“, die kein Interesse am materiellen Erfolg hätten, und des vagabundierenden, „nomadischen“ Denkens, um die kritische intellektuelle Energie für bessere Zeiten zu bewahren.
In Dark Ages America führt Berman als weiteren Krisenindikator den Triumph von Religion, Fundamentalismus und Esoterik über die Vernunft an, wodurch 70 Prozent der Amerikaner nicht mehr an die Evolution glauben. Präsident Bush habe eine christliche Plutokratie errichtet, eine Kultur des Me, Myself, and I.
In Why America failed, fast schon eine Art Nachruf, vertritt Berman die These, dass Hintergrund des Sezessionskrieges 1861–1865 ein im Kern bis heute nicht aufgelöster Werte- und Kulturkonflikt zwischen Nord- und Südstaaten war, der mit der siegreichen Durchsetzung der materiellen Werte des Nordens (Geld) über die immateriellen Werte des Südens (Ehre, Mut, Höflichkeit, Freundschaft) endete, während die Frage der Sklavenbefreiung demgegenüber eher sekundär war. Als Folge der Globalisierung sieht Berman die USA heute in ähnliche Konflikte mit europäischen Kulturen, Mexiko und anderen Ländern verstrickt.

## Werke (Auswahl)
- Social Change and Scientific Organization: The Royal Institution, 1799-1844. (1978).
- The Reenchantment of the World. Cornell University Press, Ithaca NY 1981.
- The Twilight of American Culture. Norton, New York, 2000 (dt.: Kultur vor dem Kollaps. Frankfurt am Main / Wien / Zürich 2002. ISBN 3-7632-5177-4).
- Wandering God: A Study in Nomadic Spirituality. State University of New York Press, 2000.
- Dark Ages America: The Final Phase of Empire. Norton, New York, 3. Aufl. 2007 (dt.: Finstere Zeiten für Amerika. Ende einer imperialistischen Ära. Frankfurt am Main/Wien/Zürich 2005. ISBN 978-3-936428-50-6).
- A Question of Values, CreateSpace Independent Publishing Platform, Middletown DE 2010, ISBN 1-4537-2288-2.
- Why America Failed: The Roots of Imperial Decline. Wiley, Hoboken NJ 2011.
- Spinning Straw into Gold. 2013.
- Neurotic Beauty: An Outsider Looks at Japan. 2015.
- The Man Without Qualities. 2016 (Roman).

## Auszeichnungen
- Governor's Writers Award (Washington State) für Coming to Our Senses (1990)
- Rollo May Center Grant for Humanistic Studies (1992)
- Neil Postman Award for Career Achievement in Public Intellectual Activity (2013)